# Pentathlon moderno ai Giochi della XXX Olimpiade
Le gare di pentathlon moderno dei Giochi della XXX Olimpiade si sono svolte dall'11 al 12 agosto 2012. Le sedi delle competizioni sono state il Copper Box per la scherma, il London Aquatics Centre per il nuoto, e il Greenwich Park per le prove di equitazione, tiro e corsa. Si sono svolti due eventi, la gara maschile e la gara femminile.

## Calendario
| Uomini | Finale |        | 1 |
| Donne  |        | Finale | 1 |
| Totale | 1      | 1      | 2 |

|  | Qualificazioni |  | FINALI |

## Formato
Le cinque prove del pentathlon moderno sono tiro a segno (con la pistola), scherma (spada), nuoto (200 m stile libero), equitazione (salto ostacoli) e corsa campestre (3 km), che si svolgono in un solo giorno.
Per la prima volta nella storia dei Giochi, le prove di tiro e di corsa sono combinate: ogni atleta affronta tre prove di tiro, ciascuna seguita da 1 km di corsa. In ogni prova di tiro, i pentatleti devono sparare finché colpiscono 5 bersagli, caricando la pistola dopo ogni colpo; superare i 70 secondi risulta in una penalità.

## Qualificazione
Ai Giochi sono qualificati 36 atleti e 36 atlete; ogni nazione può essere rappresentata da un massimo di due atleti per genere. Il Regno Unito, come paese ospitante, ha diritto ad almeno un posto in ognuna delle due gare.
Le prime prove di qualificazione sono stati i campionati continentali, che hanno assegnato in totale 19 posti: di questi, 1 è stato assegnato all'Africa, 4 all'America, 5 all'Asia, 8 all'Europa ed 1 all'Oceania. Successivamente si sono qualificati il vincitore della finale di Coppa del Mondo 2011 e i primi tre classificati del campionato mondiali 2011 e del campionato mondiali 2012. Gli ultimi sette posti sono stati assegnati in base al ranking mondiale del 1º giugno 2012.

## Podi

### Uomini
| Evento                                 | Oro           | Perform. | Argento       | Perform. | Bronzo      | Perform. |
| Pentathlon moderno maschile (dettagli) | David Svoboda | 5928 p.  | Cao Zhongrong | 5904 p.  | Ádám Marosi | 5836 p.  |

### Donne
| Evento                                  | Oro                | Perform. | Argento         | Perform. | Bronzo       | Perform. |
| Pentathlon moderno femminile (dettagli) | Laura Asadauskaitė | 5408 p.  | Samantha Murray | 5356 p.  | Yane Marques | 5340 p.  |

## Medagliere
| Posizione | Paese         |   |   |   | Totale |
| --------- | ------------- | - | - | - | ------ |
| 1         | Lituania      | 1 | 0 | 0 | 1      |
| 1         | Rep. Ceca     | 1 | 0 | 0 | 1      |
| 3         | Gran Bretagna | 0 | 1 | 0 | 1      |
| 3         | Cina          | 0 | 1 | 0 | 1      |
| 5         | Brasile       | 0 | 0 | 1 | 1      |
| 5         | Ungheria      | 0 | 0 | 1 | 1      |
| Totale    | Totale        | 2 | 2 | 2 | 6      |